# Iveco Bus
IVECO Bus (ранее Irisbus) — производитель автобусов со штаб-квартирой в Турине, Италия. IVECO Bus в настоящее время является дочерней компанией IVECO.

## История

### IVECO, Irisbus (1975 - 2013)
Компания была создана в результате слияния Renault Trucks, CNH Industrial и Iveco. 
С 2003 по 2010 год Irisbus на 100% принадлежал IVECO; компания носила название Irisbus IVECO. 14 сентября 2011 года Fiat Industrial объявила о закрытии итальянского завода во Флумери, из-за резкого сокращения производства. С 2013 года Irisbus на 100% принадлежит IVECO.

### IVECO Bus (2013 - н.в.)
В мае 2013 года в результате ребрендинга компания была переименована в IVECO Bus.
В марте 2022 года был произведен 150.000 экземпляр автобуса под маркой IVECO Bus.

## Производимые автобусы
Продукцией являются следующие модели автобусов и троллейбусов:
- Irisbus Arway
- Irisbus Citelis 10.5M
- Irisbus Citelis 12M
- Irisbus Citelis 18M
- Irisbus Cityclass
- Irisbus Civis (троллейбус)
- Irisbus Cristallis (троллейбус)
- Irisbus Crossway (автобус)
- Irisbus Crealis NEO (автобус)
- Irisbus Daily (микроавтобус)
- Irisbus Domino
- Irisbus Europolis
- Irisbus Evadys
- Irisbus Magelys
- Irisbus Midys
- Irisbus Midway
- Irisbus Récréo (школьный автобус)
- Škoda 24Tr (троллейбус)
- Škoda 25Tr (троллейбус)
- Irisbus Urbanway.

## Галерея
- Irisbus Arway
- Irisbus Citelis
- Irisbus Cityclass
- Irisbus Crossway
- Irisbus Europolis
- Irisbus Midway